# Brachysternus prasinus
Brachysternus prasinus är en skalbaggsart som beskrevs av Guérin-Méneville 1831. Brachysternus prasinus ingår i släktet Brachysternus och familjen Rutelidae. Inga underarter finns listade.